# Solarussa
Solarussa (sardinski: Sabarùssa) je grad i općina (comune) u pokrajini Oristanu u regiji Sardiniji, Italija. Nalazi se na nadmorskoj visini od 12 metara i ima 2 425 stanovnika.
 Prostire se na 31,86 km². Gustoća naseljenosti je 76 st/km².
Susjedne općine su: Bauladu, Oristano, Paulilatino, Siamaggiore, Simaxis, Tramatza i Zerfaliu.